# Kastell Momotești

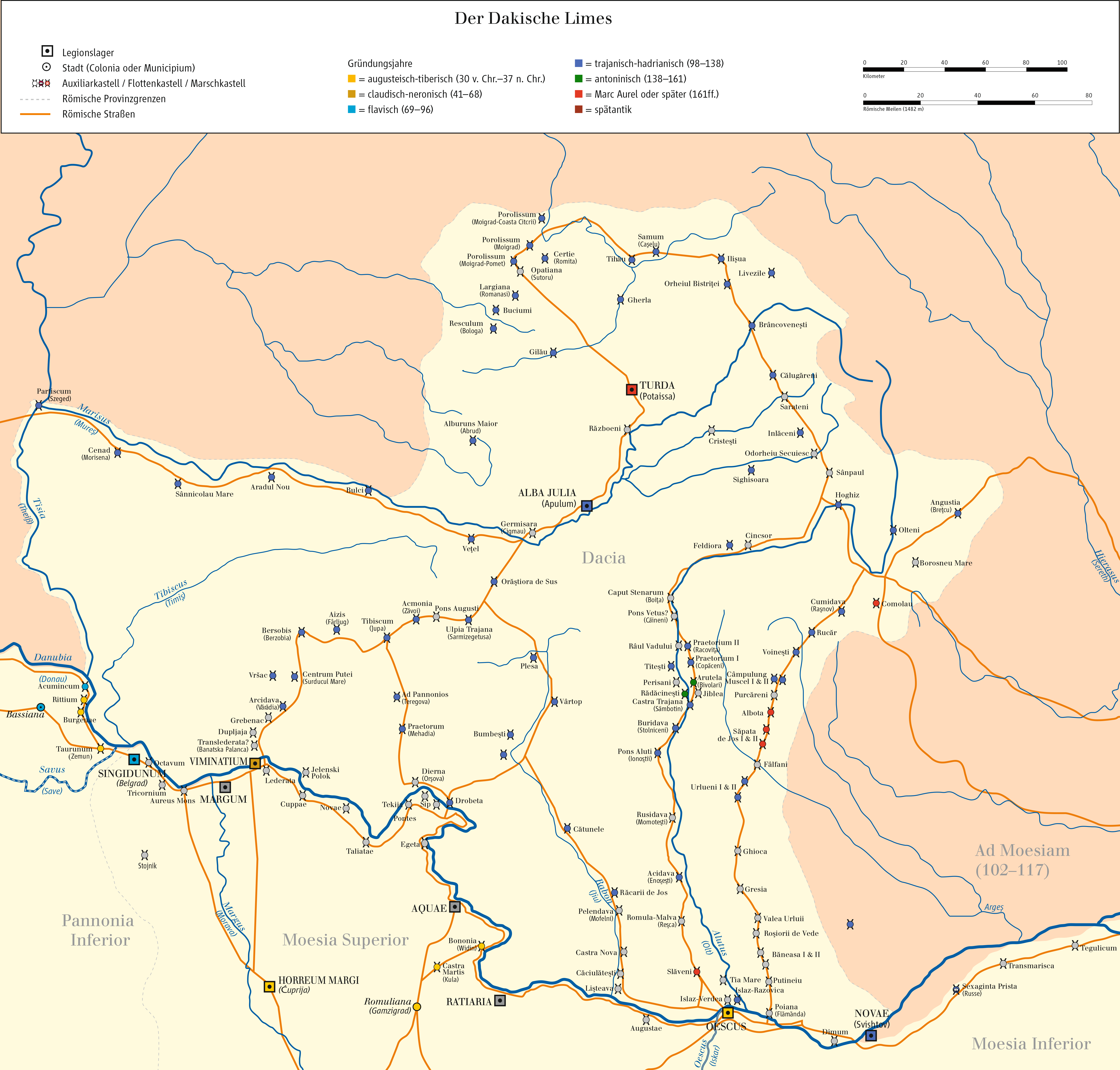
Rusidava im Verlauf der dakischen Limites

Kastell Momotești (auch Kastell Drăgășanii, eventuell identisch mit Rusidava) ist ein mutmaßliches ehemaliges römisches Hilfstruppenlager auf dem Gebiet des heutigen Stadtteils Momotești im Süden der Stadt Drăgășani im Kreis Vâlcea, im Norden der rumänischen Region Kleine Walachei. In antiker Zeit war es Bestandteil des Limes Alutanus und gehörte administrativ zur Provinz Dacia inferior, später zur Dacia Malvensis.

## Lage
Auf der Tabula Peutingeriana befindet sich eine Ortsmarkierung namens Rusidava zwischen Acidava und Pons Aluti. Diese Markierung wurde mit dem Kastell Momotești resp. seiner Zivilsiedlung gleichgesetzt und soll die Aufgabe gehabt haben, die parallel zum Olt verlaufende, römische Fernstraße zu schützen. Im heutigen Siedlungsbild befindet sich die fragliche Fundstelle nordöstlich des Stadtteils Momotești (Stadt Drăgășani) auf Heideflächen rund 1,5 km westlich des Olt, in den Fluren Cetate und Pesteana.

## Archäologische Befunde
Das Areal insgesamt ist nur unzulänglich archäologisch untersucht. Tudor Dumitru erwähnte es immer mal wieder in den 1940er bis 1970er Jahren und Cristian M. Vlădescu führte 1978 eine kleinere Untersuchung durch. Es wird vermutet, dass es sich um ein Auxiliarkastell handelt. Größe und Datierung sind völlig ungeklärt, zur Besatzung ist nichts bekannt.

## Rusidava: Drăgășani oder Strejeștii de Jos?
Über Jahrzehnte hinweg galt in der rumänischen Archäologie, dass das Kastell Momotești in Drăgășani mit dem auf der Tabula Peutingeriana verzeichneten Rusidava identisch sei. 2002 erschien jedoch eine Publikation von Constantin Preda (Numismatiker, Mitglied der rumänischen Akademie) und Aurelia Grosu (Archäologin), in der die Hypothese aufgestellt wurde, dass Rusidava einer erst kurz zuvor gemachten Entdeckung in Strejeştii de Jos zuzuordnen sei. Dort, rund sieben Kilometer südlich von Drăgășani, waren umfangreiche Ziegelkonstruktionen nebst Beifunden wie Fibeln, Keramik und Münzen aus hadrianischer Zeit gefunden worden. Die Lokalisierungsfrage scheint derzeit noch ungeklärt.

## Fundverbleib und Denkmalschutz
Die gesamte archäologische Stätte und im Speziellen das Kastell stehen nach dem 2001 verabschiedeten Gesetz Nr. 422/2001 als historische Denkmäler unter Schutz und sind mit dem LMI-Code VL-I-s-B-09529 in der nationalen Liste der historischen Monumente (Lista Monumentelor Istorice) eingetragen. Zuständig sind das Ministerium für Kultur und nationales Erbe (Ministerul Culturii și Patrimoniului Național), insbesondere das Generaldirektorat für nationales Kulturerbe, die Abteilung für bildende Kunst, die Nationale Kommission für historische Denkmäler sowie weitere, dem Ministerium untergeordnete Institutionen. Ungenehmigte Ausgrabungen sowie die Ausfuhr von antiken Gegenständen sind in Rumänien verboten.